# Trường Yên, Hoa Lư
Trường Yên là một xã thuộc thành phố Hoa Lư, tỉnh Ninh Bình, Việt Nam.

## Địa lý
Xã Trường Yên nằm ở phía tây thành phố Hoa Lư, cách thành phố 7 km, có vị trí địa lý:
- Phía đông giáp phường Ninh Giang và xã Ninh Hòa
- Phía tây và phía bắc giáp huyện Gia Viễn qua sông Hoàng Long
- Phía nam giáp xã Ninh Hải và xã Ninh Nhất.

Xã Trường Yên có diện tích 21,40 km², dân số năm 2023 là 11.980 người, mật độ dân số 559 người/km².
Trường Yên là xã thuộc vùng chuyển tiếp giữa đồng bằng và miền núi. Vùng núi đá vôi tập trung nhiều ở phía tây và phía nam của xã. Phần lớn diện tích của khu di tích cố đô Hoa Lư (kinh đô Hoa Lư thể kỷ X của nước Đại Cồ Việt) và các di tích quan trọng thuộc địa phận xã Trường Yên. Hiện tại, các làng cổ Trường Yên còn giữ được một hệ thống các di tích lịch sử văn hóa phong phú với các chùa cổ, đền, đình, phủ, lăng, thành quách cung điện và các làng cổ, chúng đều thuộc quần thể di sản thế giới Tràng An. Xã được phong tặng danh hiệu Anh hùng lực lượng vũ trang nhân dân.
Xã Trường Yên có Quốc lộ 38B nối từ phường Ninh Mỹ đến ngã ba Anh Trỗi (huyện Nho Quan) và Đại lộ Tràng An đi qua.

## Hành chính
Xã Trường Yên được chia thành 16 thôn: Bắc, Đông, Đông Thành, Chi Phong, Nam, Tam Kỳ, Tân Hoa, Tây (Đoài), Tụ An, Trung, Trường An, Trường Sơn, Trường Thịnh, Trường Xuân, Vàng Ngọc, Yên Trạch.
Về phương diện văn hóa, các thôn trên của Trường Yên trước đây thuộc 7 làng: Yên Trung, Yên Thượng, Yên Thành, Yên Hạ, Yên Trạch, Chi Phong, Trường An.

## Lịch sử
Trường Yên là vùng đất có di tích được hình thành từ khá sớm, gắn liền với không gian của vùng đồng bằng do sông Hoàng Long bồi đắp, ven sơn hệ đá vôi Hoa Lư, nơi có những dấu tích của người tiền sử.
Quá trình khai quật khảo cổ học ngôi mộ cổ thời Hán ở chùa Bà Ngô và khu hang động Tràng An cho thấy thời Bắc thuộc Trường Yên là vùng đất có vai trò quan trọng, là một trung tâm quyền lực của Trường Châu và Giao Chỉ.
Thế kỷ X, sau khi dẹp xong loạn 12 sứ quân, Vua Đinh Tiên Hoàng đã chọn nơi đây để xây dựng cung điện đặt kinh đô nước Đại Cồ Việt.
Theo lý giải của các nhà nghiên cứu, Trường Yên hay Trường An đều chỉ cách gọi khác đi của danh từ Tràng An (muôn đời bình yên) – kinh đô nhà Hán. Tên Trường Yên dưới thời Đinh Tiên Hoàng bắt đầu được gọi Tràng An trong cụm từ "Hoa Lư Đô thị Hán Tràng An" khi ông dựng kinh đô Đại Cồ Việt tại Hoa Lư với hàm ý khẳng định kinh đô Hoa Lư như kinh đô Tràng An của nhà Hán. Từ năm 1010 vua Lý Thái Tổ dời đô về Thăng Long, cải Hoa Lư là phủ Trường An. Dưới nhiều thời đại vùng đất khu vực Ninh Bình ngày nay vẫn mang tên gọi là phủ Trường Yên hay phủ Tràng An.
Xưa vùng đất Trường Yên thuộc đất Nam Giao:
- Thời Tần (246 – 207 TCN) thuộc Tượng Quận.
- Thời Hán (206 TCN – 265) thuộc quận Giao Chỉ.

Trường Yên trong giai đoạn – 1009:
- Từ thời Ngô, Tấn về sau thuộc Giao Châu.
- Cuối thời Lương (907 – 960) thuộc huyện Trường Sơn, Châu Trường.
- Thời nhà Đinh, nhà Tiền Lê (968 – 1009) thuộc Châu Trường.

Thời Lý (1010 – 1225), đổi là phủ Trường Yên sau gọi là châu Đại Hoàng. Dưới nhiều thời đại vùng đất khu vực Ninh Bình ngày nay vẫn mang tên gọi là phủ Trường Yên hay phủ Tràng An.
Phủ Trường Yên trong giai đọan 1226 – 1789 như sau:
- Thời Trần (1226 – 1400) thuộc lộ Trường Yên.
- Thời thuộc Minh (1407 – 1427) là huyện Lê Bình châu Trường Yên, phủ Kiến Bình.
- Thời Lê (1427 – 1789), buổi đầu theo thời Trần gọi là lộ, trấn Trường Yên.
- Đời Thiệu Bình (Lê Thái Tôn (1434 – 1439)) thuộc đất huyện Gia Viễn, phủ Trường Yên thuộc vào Thanh Hoa.
- Thời Hồng Đức (Lê Thánh Tôn (1470 – 1497)) thuộc đất Gia Viễn, phủ Trường Yên thuộc Sơn Nam thừa tuyên.
- Thời nhà Mạc (1527 – 1595) là đất phủ Trường Yên. Sau khi nhà Lê diệt nhà Mạc, lại đem lệ vào Thanh Hoa Ngoại Trấn.

Thời nhà Nguyễn, tổng Trường Yên trong giai đoạn 1802 – 1945:
- Năm Gia Long thứ 5 (1806) thuộc đạo Thanh Bình, trấn Thanh Hoa.
- Năm Minh Mệnh thứ 2 (Thánh Tổ Nguyễn Phúc Đản 1821) là đất tổng Trường Yên, huyện Gia Viễn, phủ Yên Khánh, đạo Ninh Bình.
- Năm Minh Mệnh thứ 10 (1829), đổi đạo Ninh Bình thành trấn Ninh Bình.
- Năm Minh Mệnh thứ 12 (1831), đổi trấn Ninh Bình thành tỉnh Ninh Bình.
- Năm 1906, nhà Nguyễn lấy 4 tổng phía Nam của huyện Gia Viễn và 4 tổng phía Bắc của huyện Yên Khánh thành lập huyện Gia Khánh.

Trước cách mạng tháng Tám năm 1945, tổng Trường Yên thuộc huyện Gia Viễn.
Năm 1946, các xã thuộc tổng Trường Yên hợp nhất thành xã Tràng An.
Tháng 6 năm 1949, đổi tên xã Tràng An thành xã Gia Trường.
Năm 1954, tổng Trường Yên chia thành xã Gia Trường và xã Gia Thành thuộc huyện Gia Khánh, tỉnh Ninh Bình:
- Xã Gia Thành bao gồm: Yên Thượng, Yên Thành, Chi Phong.
- Xã Gia Trường bao gồm: Yên Trạch, Yên Trung, Yên Hạ.

Năm 1962, tái lập thành xã Trường Yên, huyện Gia Khánh, tỉnh Ninh Bình trên cơ sở xã Gia Trường và xã Gia Thành.
Ngày 27 tháng 12 năm 1975, Quốc hội ban hành Nghị quyết về việc thành lập tỉnh Hà Nam Ninh trên cơ sở tỉnh Ninh Bình và tỉnh Nam Hà. Khi đó, xã Trường Yên thuộc huyện Gia Khánh, tỉnh Hà Nam Ninh.
Ngày 27 tháng 4 năm 1977, Hội đồng Chính phủ ban hành Quyết định số 125-CP về việc thành lập huyện Hoa Lư trên cơ sở hợp nhất huyện Gia Khánh và thị xã Ninh Bình. Khi đó, xã Trường Yên thuộc huyện Hoa Lư mới thành lập.
Ngày 26 tháng 12 năm 1991, Quốc hội ban hành Nghị quyết về việc chia tỉnh Hà Nam Ninh thành tỉnh Nam Hà và tỉnh Ninh Bình. Khi đó, xã Trường Yên thuộc huyện Hoa Lư, tỉnh Ninh Bình.
Ngày 10 tháng 12 năm 2024, Ủy ban Thường vụ Quốc hội ban hành Nghị quyết số 1318/NQ-UBTVQH15 về việc sắp xếp đơn vị hành chính cấp huyện, cấp xã của tỉnh Ninh Bình giai đoạn 2023 – 2025 (nghị quyết có hiệu lực từ ngày 1 tháng 1 năm 2025). Theo đó, thành lập thành phố Hoa Lư thuộc tỉnh Ninh Bình trên cơ sở thành phố Ninh Bình và huyện Hoa Lư. Xã Trường Yên trực thuộc thành phố Hoa Lư.

## Kinh tế
Cư dân xã Trường Yên có các nghề xây dựng, chế tạo đá mỹ nghệ, trồng lúa, chăn thả dê núi, đánh cá và kinh doanh du lịch.

### Tiểu thủ công nghiệp
Trường Yên vốn có nghề thợ xây đá nổi tiếng. Những hòn đá xanh đặc trưng với đủ hình thù khác nhau dưới đôi bàn tay khéo léo của người thợ trở thành những bức tường nhà rất đặc trưng. Lịch sử phát triển của nghề cũng như tổ nghề đến nay chưa rõ nhưng sự hình thành và phát triển của các làng nghề truyền thống này được lý giải là sự kết hợp giữa tài khéo léo sẵn có của dân làng với thế đất, vùng đất đặc thù tạo thành những sản phẩm rất riêng, đặc trưng. Trường Yên là xã được bao quanh bởi hàng loạt những núi đá vôi. Chính đá là cơ sở để hình thành nghề thợ xây đá truyền thống. Hiện Trường Yên có đội ngũ thợ xây hùng hậu với khoảng 500 thợ. Xã có hàng chục doanh nghiệp xây dựng có thể nhận thầu các công trình lớn đòi hỏi kỹ thuật khó. Nhiều công trình trùng tu chùa chiền, lăng tẩm, di tích được người thợ Trường Yên thực hiện rất tốt. Trước đây, thợ Trường Yên làm thủ công là chính, nay đã có khả năng sắm sửa các phương tiện hành nghề và các dụng cụ thi công tiên tiến khác.

### Sản xuất nông nghiệp
Nghề trồng lúa: đất trồng lúa ở Trường Yên là đất thuộc vùng chiêm trũng, nhiều diện tích trồng lúa đã bị thu hẹp phục vụ việc xây dựng hạ tầng khu du lịch Tràng An.
Nghề chăn thả dê núi: nhờ có hệ thống núi đá vôi thuộc khu rừng văn hóa lịch sử môi trường Hoa Lư mà cư dân Trường Yên có điều kiện thuận lợi để phát triển giống dê núi Ninh Bình đặc trưng để phục vụ phát triển kinh tế du lịch.
Nghề khai thác thủy sản: Hệ thống núi đá vôi ngập nước là nơi sinh sống của nhiều loài động thực vật phục vụ nhu cầu con người. Ở Trường Yên hiện đang phát triển nghề nuôi cá tràu Tiến Vua và cá rô Tổng Trường. Ngoài ra còn có nhiều ngư dân tham gia đánh cá trên sông Hoàng Long.

### Kinh doanh du lịch
Trường Yên có khu du lịch Tràng An và cố đô Hoa Lư là những điểm du lịch lớn thuộc quần thể di sản thế giới Tràng An, thu hút hàng triệu lượt khách mỗi năm. Xã cũng nằm trên tuyến đường dẫn vào chùa Bái Đính, nhờ đó mà nghề kinh doanh du lịch phát triển. Dọc đường Tràng An và Quốc lộ 38B là hệ thống nhà nghỉ, khách sạn, nhà hàng, nhà ở du lịch gia đình phát triển mạnh. Nhiều người dân Trường Yên còn tham gia chèo đò tại các khu du lịch.

### Chợ Cầu Đông
Chợ Cầu Đông, trước đây còn gọi là chợ Rền/Dền, là một chợ cổ, nằm ở vị trí đắc địa: một bên là sông Sào Khê và một bên là đường 12C cũ (nay là Quốc lộ 38B) thuộc xã Trường Yên. Đây là chợ quê trên địa bàn thành phố Hoa Lư nằm trong danh sách các chợ loại 1, 2, 3 ở tỉnh Ninh Bình từ năm 2008.
Chợ nằm ngay ở vị trí cửa Đông của cố đô Hoa Lư xưa, nơi đây có cầu Đông bắc qua sông Sào Khê. Theo sử sách thì chợ Cầu Đông có từ thời Đinh với tên gọi Cách Tường Triền Thị (隔 墙 廛 市), vì nó nằm cạnh một bức tường thành. Về sau chữ Triền (trung tâm buôn bán, tức chợ búa) được đọc trệch thành Dền/Rền. Địa danh Cách Tường Triền thị được ghi lại trong cuốn Trường Yên Thượng xã quan điền (Ruộng đất công làng xã của xã Trường Yên Thượng).
Năm 976, dưới triều đại Đinh Tiên Hoàng Đế, thuyền buôn của nước ngoài đã đến dâng sản vật, kết mối giao thương tại kinh đô Hoa Lư.
Khác với Cách Tường Triền Thị là một chợ lớn của cố đô Hoa Lư xưa, chợ Cầu Đông ngày nay chỉ là một chợ nhỏ, bán thực phẩm và các nhu yếu phẩm, và có những nét sinh hoạt mang đặc trưng cơ bản của vùng nông thôn.
Trong chợ còn có phủ Chợ thờ quan phụ trách ca hát và bà tổ hát chèo Phạm Thị Trân. Trước đây, trong phủ có bức đại tự Thái Bình âm (太平音: Tiếng ca thái bình), nhưng đã bị phá đi từ sau Cách mạng Tháng Tám.

## Văn hóa Hoa Lư – Tràng An

### Di tích quốc gia đặc biệtCố đô Hoa Lư
Trường Yên nằm trong phạm vi ranh giới Cố đô Hoa Lư và Quần thể danh thắng Tràng An – Tam Cốc – Bích Động đã được Chính phủ Việt Nam xếp hạng là những di tích quốc gia đặc biệt quan trọng và đang được UNESCO công nhận là di sản thế giới năm 2014.
Trên địa bàn Trường Yên có rất nhiều di tích quốc gia thuộc Cố đô Hoa Lư như:
- Khu vực núi đá Trường Yên: kinh đô Hoa Lư được xây dựng từ cách nối các ngọn núi đá tự nhiên bằng tường thành nhân tạo. Hệ thống núi đá vôi ở Trường Yên gồm nhiều tên gọi: núi Cột Cờ, núi Cắm Gươm, núi Thanh Lâu, núi Cổ Giải, núi Chợ...
- Đền Vua Đinh Tiên Hoàng: nằm ở trên nền cung điện Hoa Lư xưa.
- Đền Vua Lê Đại Hành: nằm gần đền thờ Đinh Tiên Hoàng.
- Hang Muối: tương truyền là nơi cất giữ muối, lương thực.
- Hang Quàn: Hiện được dùng làm kho dự trữ quốc phòng.
- Núi Chùa Am (còn gọi là chùa Cổ Am hay chùa Đìa) nằm gần chợ Cầu Đông.
- Chùa Nhất Trụ: được vua Lê Đại Hành xây dựng làm nơi ở của các thiền sư Khuông Việt, Pháp Thuận.
- Động Am Tiên: là nơi nhốt hổ báo để xử lý người có tội.
- Đình Yên Trạch: Thờ vua Đinh Tiên Hoàng
- Chùa Kim Ngân (hay chùa Ngần Xuyên): là nơi để kho vàng bạc dưới thời Lê Đại Hành.
- Phủ Đông Vương: thờ Đông Thành Vương con thứ 2 vua Lê.
- Phủ Kình Thiên: Thờ Kình Thiên Vươn con cả vua Lê, còn có tên là phủ Vườn Thiên.
- Phủ Bà Chúa ở làng Yên Trạch, thờ công chúa Đinh Phù Dung và phò mã Trương Quán Sơn.
- Đền thờ Công chúa Phất Kim: Thờ công chúa Phất Kim con vua Đinh.
- Bia Cửa Đông: Bia tạc vào núi ghi lại sự tích cửa đông.
- Lăng vua Đinh và lăng vua Lê: được xây dựng tại núi Mã Yên.

### Di sản văn hóa – thiên nhiên thế giới Tràng An
Quần thể di sản thế giới Tràng An có 4 vùng lõi thì 3 vùng chính ở xã Trường Yên gồm: cố đô Hoa Lư, hang động Tràng An và rừng đặc dụng Hoa Lư.
Vùng núi đá Tràng An còn được gọi là thành Nam của cố đô Hoa Lư (hai vòng thành kia là thành Đông và thành Tây). Tràng An nằm trên nhiều xã trong đó có các thôn Tràng An, Chi Phong của xã Trường Yên. Hiện nơi đây đã được đầu tư phát triển du lịch sinh thái và văn hóa tâm linh.
Tràng An là một vùng non nước, mây trời hoà quyện. Đáy nước trong xanh soi bóng những vách núi đá trùng điệp. Nơi đây có tới 31 hồ, đầm nước được nối thông bởi 48 hang động đã được phát hiện trong đó có những hang xuyên thủy dài 2 km như hang Địa Linh, hang Sinh Dược, hang Mây... Mỗi hang một vẻ đặc trưng như tên gọi, các hang có nhiều nhũ đá biến đổi, nước chảy ra từ trần hang làm không khí trong hang mát lạnh. Theo số liệu thống kê 2007, tại Tràng An có chừng hơn 310 loại thực vật bậc cao, một số thuộc diện quý hiếm như: sưa, lát, nghiến, phong lan, hoài sơn, kim ngân, bách bộ, rau sắng,... Tràng An có chừng 30 loài thú, hơn 50 loài chim, trong đó một số loài thú quý hiếm như: sơn dương, báo gấm, chim phượng hoàng.
Khu vực Tràng An được bao bọc bởi các dãy núi đá vôi hình cánh cung giữa vùng chiêm trũng ngập nước đã trải qua thời gian dài biến đổi địa chất tạo thành. Các nhà địa chất khẳng định khu Tràng An xưa là một vùng biển cổ, qua quá trình vận động địa chất mà kiến tạo nên. Những khe nứt sinh ra do sự vận động đó dần dần hình thành các dòng chảy trong hang động đá vôi. Khu sinh thái hang động Tràng An như một "bảo tàng địa chất ngoài trời".
Tràng An có hệ thống núi đá vôi và hang động tự nhiên hết sức đa dạng, có tuổi từ 32 triệu năm đến 6.000 năm. Dưới chân các núi đá vôi, nhiều nơi còn có các hàm ếch, là dấu tích của biển. Chính vì vậy vùng núi đá vôi Hoa Lư được gọi là "Hạ Long trên cạn". Khu vực này mang giá trị của một "Hạ Long cạn". Nghiên cứu cho thấy, vỏ Trái Đất khu vực Tràng An – Tam Cốc có lịch sử phát triển địa chất từ 245 triệu năm đến nay gồm 6 hệ tầng tuổi Trias và hệ tầng Đệ Tứ. Khối karst cổ Tràng An – Tam Cốc mang đặc điểm nhiệt đới điển hình: những dãy núi đá hoặc khối đá vôi sót cao 150 – 200m có đỉnh dạng tháp, vòm, chuông và sườn vách dốc đứng. Phần rìa khối là các thung lũng bằng phẳng dễ úng ngập vào mùa mưa. Đặc điểm này tạo cảnh quan nhiều dãy núi đá vôi thấp trùng điệp bao quanh các thung lũng là những hồ nước nối tiếp nhau, vừa hùng vĩ vừa nên thơ. Trong hệ thống hang động karst đặc sắc nhất là loại "hang sông" nằm ngang xuyên qua lòng các dãy núi lớn, ngập nước thường xuyên. Viện sinh thái và tài nguyên sinh vật thống kê, riêng khu Tràng An có 50 hang nước và 50 hang khô tập trung thành cụm với cấu tạo theo tầng lớp và liên hoàn do dấu vết thời kỳ biển tiến, biển thoái nên nước xâm thực, liên thông các hang động với nhau. Ở đây là các thung được nối liền với nhau bởi các hang động xuyên thủy. Những hang, động này chuyển tải nước đối lưu chảy thông từ khe núi này đến khe núi khác.

### Đô thị cổ Hoa Lư

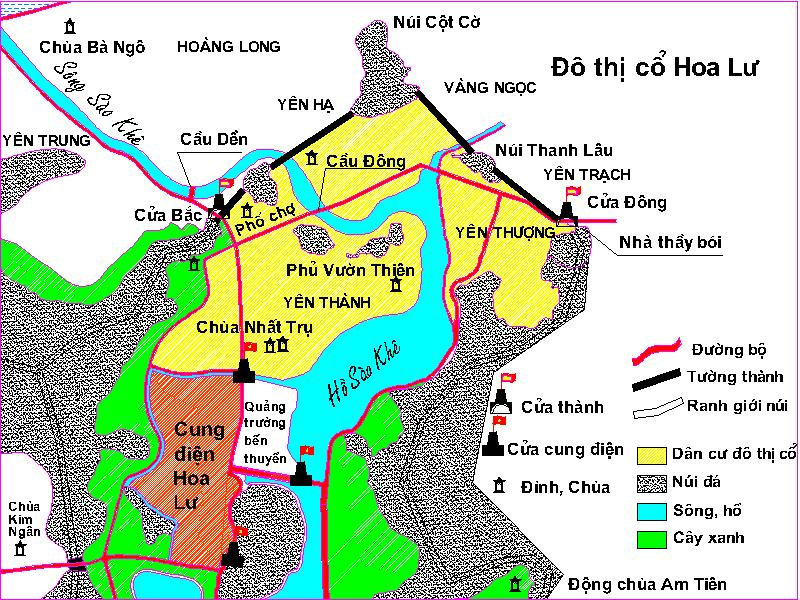
Một góc đô thị cổ Hoa Lư với làng cổ Yên Thành và làng cổ Yên Thượng

Hoa Lư là đô thị đầu tiên trong lịch sử Việt Nam. Năm 970, đồng tiền Việt Nam đầu tiên đã được Vua Đinh Tiên Hoàng cho phát hành, đánh dấu sự ra đời của nền kinh tế, tài chính của chế độ phong kiến trung ương tập quyền. Đại Việt Sử ký toàn thư cho biết năm Thái Bình thứ 7 (976) tại đây thuyền buôn nước ngoài tới dâng sản vật, kết mối giao thương với Đại Cồ Việt. Khu di tích Hoa Lư hiện tại có nhiều địa danh gắn liền với lịch sử hình thành đô thị Hoa Lư cũng như Thăng Long sau này là phố chợ, núi chợ, tường Dền, thành Dền, cầu Dền, cầu Đông, tường Đông, cửa Đông và phủ Chợ.
Sau khi nhà Lý dời đô về Thăng Long, Hoa Lư vẫn mang dáng dấp của một đô thị cổ kính được quan tâm, tìm hiểu. Những ngôi nhà cổ ở đây mang nét đặc trưng của châu thổ Bắc Bộ, được hình thành từ những tục quán sinh hoạt văn hóa lâu đời. Các nhà nghiên cứu còn so sánh Hoa Lư với đô thị Tràng An, đô thị cổ nhất của Trung Hoa qua vế đối "Hoa Lư đô thị Hán Tràng An". Với núi cao, hào sâu, Đô thị Hoa Lư vừa là quân thành lợi hại, hiểm hóc vừa hùng tráng, hữu tình của một thắng cảnh.
Dấu ấn đô thị cổ Hoa Lư còn lại ở nhiều di tích và tập tục văn hóa của các làng cổ Yên Thành, Yên Thượng và Chi Phong.

### Chùa ở Trường Yên
Trên địa bàn xã Trường Yên có tới 8 ngôi chùa cổ thời Đinh Lê còn tồn tại đến ngày nay. Trường Yên cũng là xã có nhiều chùa nhất ở tỉnh Ninh Bình, tiếp theo là xã Ninh Vân và xã Ninh Phúc với 7 chùa ở mỗi xã.
8 ngôi chùa ở Trường Yên gồm: chùa Bà Ngô, chùa Bi Yên Hạ, chùa Am (Thong Bái), chùa Đìa (Cổ Am), chùa Nhất Trụ, chùa Am Tiên, chùa Kim Ngân, chùa Duyên Ninh.

### Làng cổ Trường Yên
Toàn bộ xã Trường Yên hiện nằm trong vùng bảo vệ đặc biệt của cố đô Hoa Lư theo Quyết định số 82/2003/QĐ-TTg năm 2003 của Thủ tướng Chính phủ. Hiện nay, tỉnh Ninh Bình đang có nhiều chính sách để phát triển kinh tế xã theo hướng đồng bộ du lịch lịch sử nhằm khai thác lợi thế của vùng đất cố đô. Xã Trường Yên nằm trong quần thể danh thắng Tràng An đã được Unesco công nhận là di sản thế giới, do đó, những làng cổ ở Trường Yên thu hút sự quan tâm đặc biệt. Theo thống kê sơ bộ hiện có khoảng trên 50 nhà cổ nằm rải rác trong toàn xã, một số vẫn giữ được nguyên trạng, có hai kiến trúc tiêu biểu giữ được nguyên trạng, được xếp hạng di tích lịch sử văn hóa là nhà thờ họ Giang và nhà thờ họ Dương. Nét đặc trưng của các làng cổ Trường Yên là kiến trúc nhà cổ ven núi đá vôi, đá hiện diện phổ biến như các cột đá, tường đá, bậc thềm, cổng đá, sân đá, bậc cầu ao bằng đá,...

### Làng cổ Yên Thành

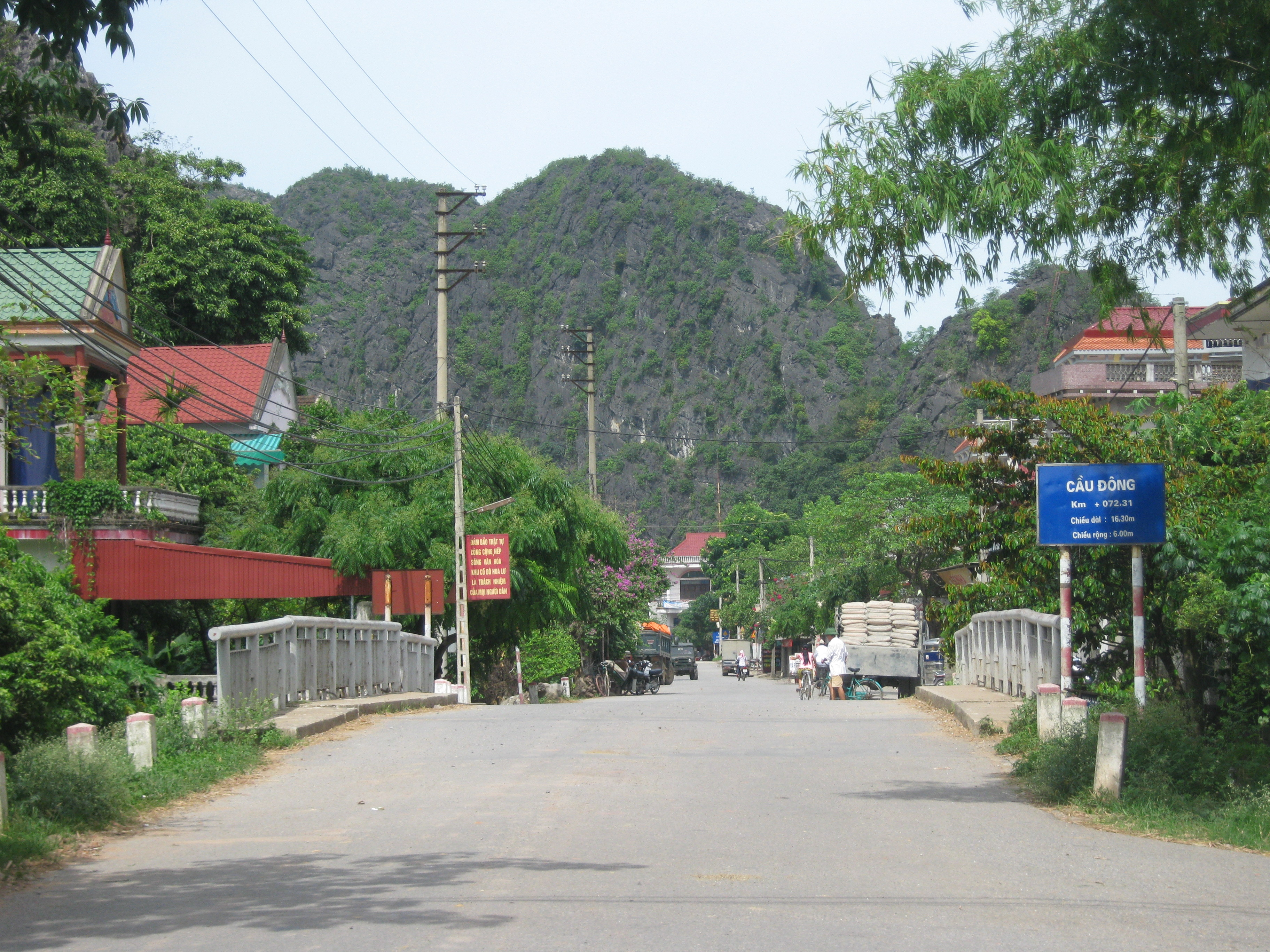
Phố Cầu Đông nối làng cổ Yên Thành và làng cổ Yên Thượng

Làng cổ Yên Thành được giới hạn bởi 3 cổng chốt: cửa bắc vào trung tâm di tích Hoa Lư, cửa bắc vào kinh đô Hoa Lư xưa tại vị trí cầu Dền và cầu Đông nối với làng Yên Thượng. Đây là một làng cổ có vai trò trung tâm kết nối không gian giao thông và văn hóa với các làng lân cận của Hoa Lư tứ trấn.
Làng nằm khá biệt lập, ba mặt giáp sông Sào Khê ngăn cách với làng Yên Thượng, phía nam giáp với các di tích trung tâm cố đô Hoa Lư, phía tây giáp với núi Đìa, núi Chợ.
Làng Yên Thành được chia thành 4 thôn: Đông, Đoài, Nam, Bắc. Đây là làng duy nhất ở Trường Yên chia thôn theo các hướng cổ truyền Việt Nam. Trung tâm xã Trường Yên thuộc làng này.
Về vị trí so với kinh đô Hoa Lư xưa thì làng cổ Yên Thành nằm ở phía bắc của thành Đông. Trong sơ đồ kinh đô Hoa Lư thì thành Đông là nơi đặt cung điện trung tâm, thành Tây là khu hậu cung, thành Nam là khu vực phòng thủ quân sự.
Nhờ ở vào vị trí đặc biệt mà làng Yên Thành có rất nhiều di tích của cố đô Hoa Lư và lưu giữ nhiều phong tục tập quán cổ truyền. Đình Yên Thành là nơi sinh hoạt của làng. Các di tích khác do làng quản lý gồm: đền Vua Đinh Tiên Hoàng, đền Vua Lê Đại Hành, chùa Nhất Trụ, phủ Vườn Thiên, chùa Cổ Am và phủ Chợ.

### Làng cổ Chi Phong
Làng cổ Chi Phong nằm trọn trong thành Tây kinh đô Hoa Lư xưa. Làng đồng thời là một trong 16 thôn của xã Trường Yên. Cư dân làng Chi Phong quần tụ thành 3 xóm: Ngô Lân, Trung Lân và Chi Phong. Làng Chi Phong là quê hương của ông tổ nghề xây dựng Ninh Hữu Hưng. Hiện nay trên địa bàn làng có nhiều di tích văn hóa như đền Bim thờ vị quan trấn giữ thành Tây, đền Vực Vông thờ Bùi Văn Khuê và Nguyễn Thị Niên, chùa Duyên Ninh là ngôi chùa cầu duyên thời Đinh Lê và chùa Kim Ngân là nơi cất giữ vàng bạc, ngân khố quốc gia thời Đinh Lê.

## Danh nhân
Trường Yên không chỉ là nơi hội tụ các nhân vật lịch sử thế kỷ X lập nghiệp tại kinh đô Hoa Lư mà hiện còn là xã có nhiều danh nhân nổi tiếng, tiêu biểu như:
- Ninh Hữu Hưng (936 – 1020) là ông tổ làng nghề mộc, tổ nghề chạm khắc gỗ, khảm trai. Ông cũng được biết đến với tư cách là ông tổ nghề xây dựng Việt Nam đầu tiên trong lịch sử.
- Bùi Văn Khuê (? – 1600) là tướng nhà Mạc và nhà Lê trung hưng trong lịch sử Việt Nam. Ông tham gia cuộc chiến tranh Lê – Mạc. Quận công Bùi Văn Khuê là người có nhiều công lớn trong việc xây dựng quần thể di tích cố đô Hoa Lư để nó có được đặc điểm kiến trúc giống ngày hôm nay.
- Thượng tướng Nguyễn Hữu An (1926 – 1995) nguyên là một tướng lĩnh quân sự của Quân đội Nhân dân Việt Nam. Ông là người trực tiếp chỉ huy trận đánh đồi A1 trong Chiến dịch Điện Biên Phủ.
- Thượng tướng Đặng Văn Hiếu (1953 –) Ủy viên Ban Chấp hành Trung ương Đảng Cộng sản Việt Nam khóa X, Nguyên thứ trưởng thường trực Bộ Công an. Ông Đặng Văn Hiếu tốt nghiệp Học viên An ninh Nhân dân khóa D2 năm 1970.
- Thượng tướng Nguyễn Văn Thành (1957 –) nguyên là Bí thư Thành ủy Hải Phòng, hiện là thứ trưởng Bộ Công an.
- Nguyễn Việt Tiến (1950 –) nguyên là Thứ trưởng Thường trực Bộ Giao thông Vận tải Việt Nam
- Nguyễn Văn Trường (1964 –) hiện là Chủ tịch HĐQT Công ty Cổ phần du lịch Hoa Lư, Tổng Giám đốc doanh nghiệp xây dựng Xuân Trường. Ông là người có công lớn trong việc đầu tư, xây dựng các danh thắng Ninh Bình và đề cử cố đô Hoa Lư là di sản thế giới.

## Hình ảnh

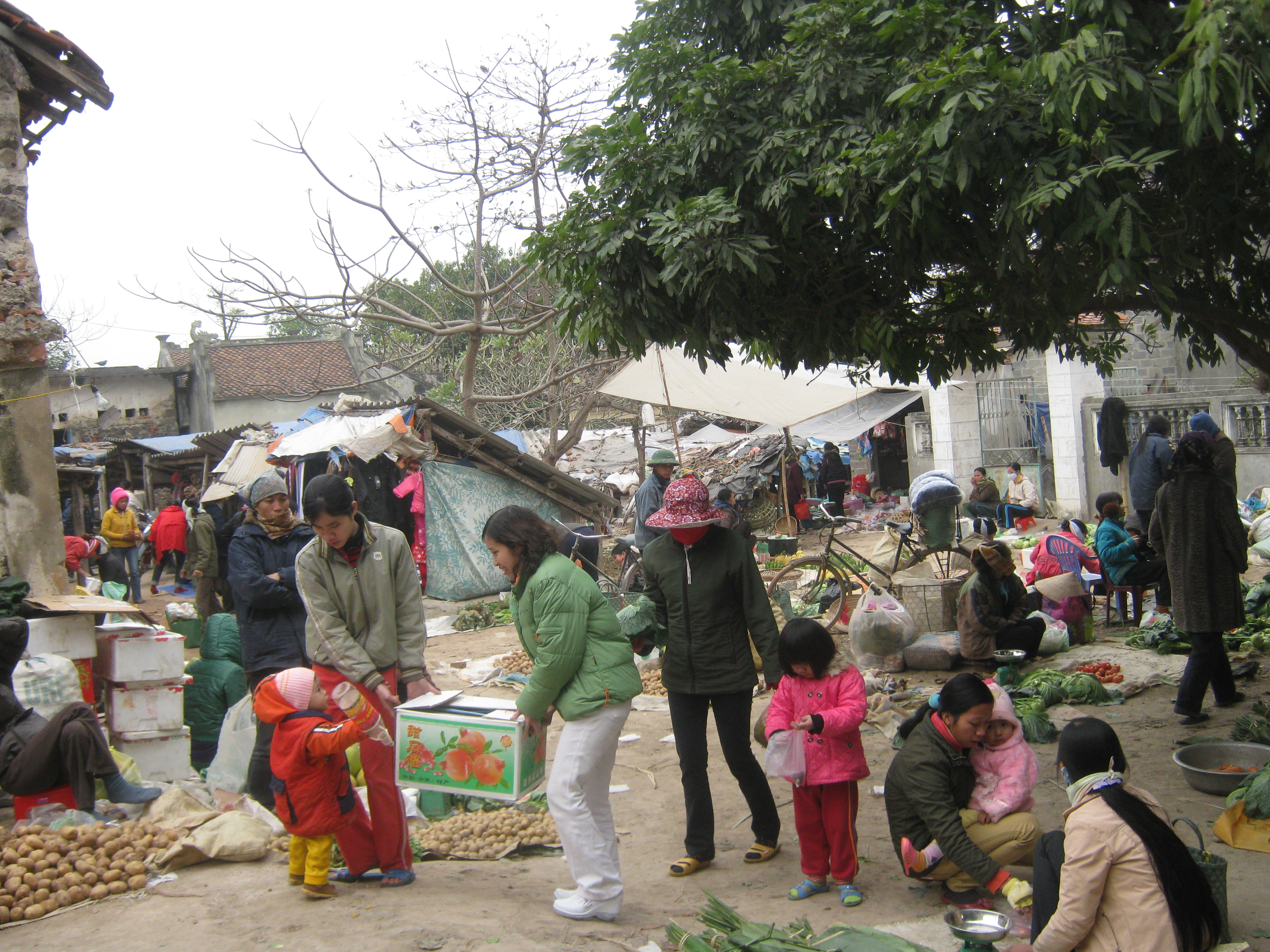
Phiên chợ Cầu Đông
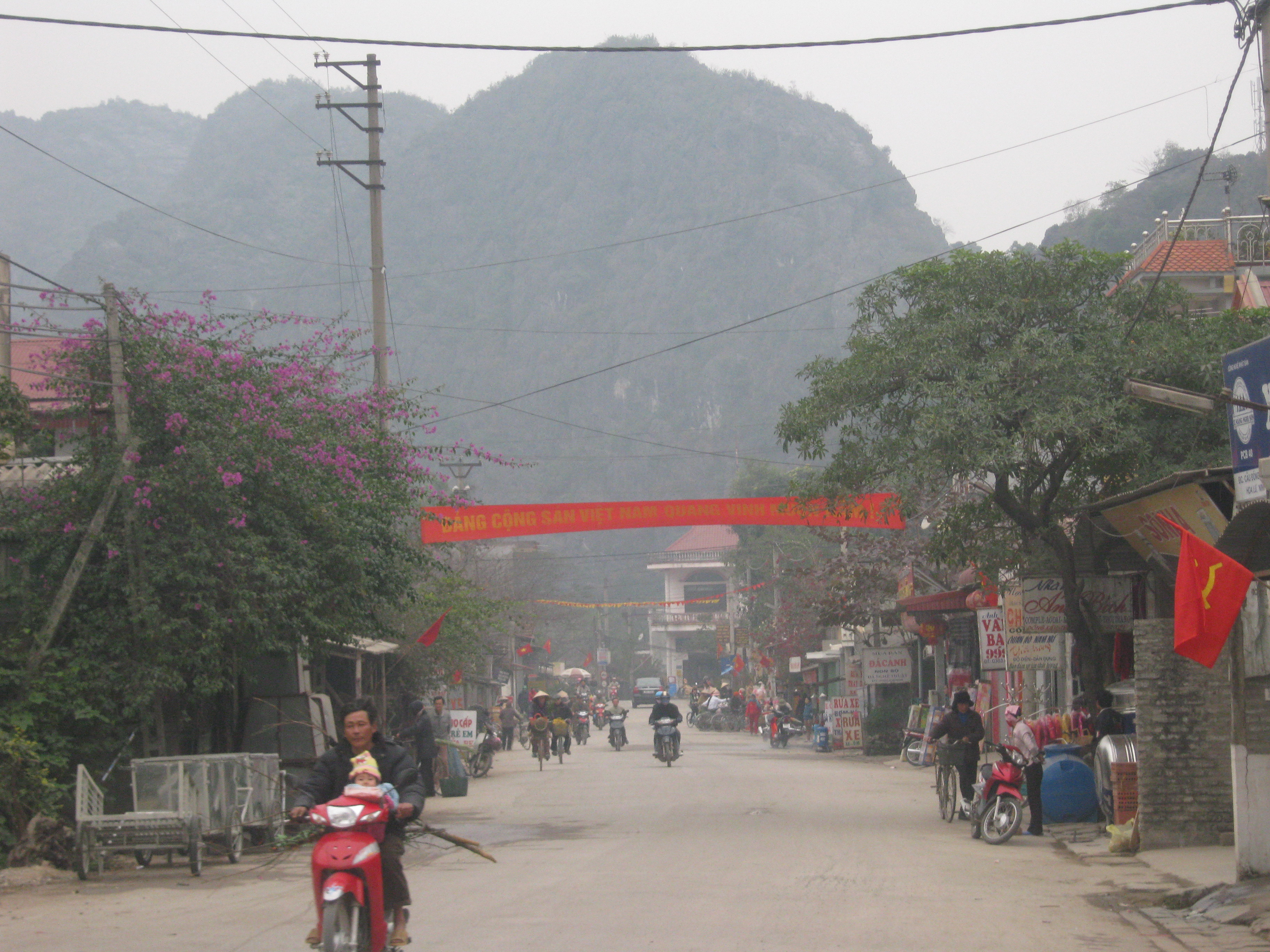
Quốc lộ 38B đoạn từ cầu Đông đến cầu Dền
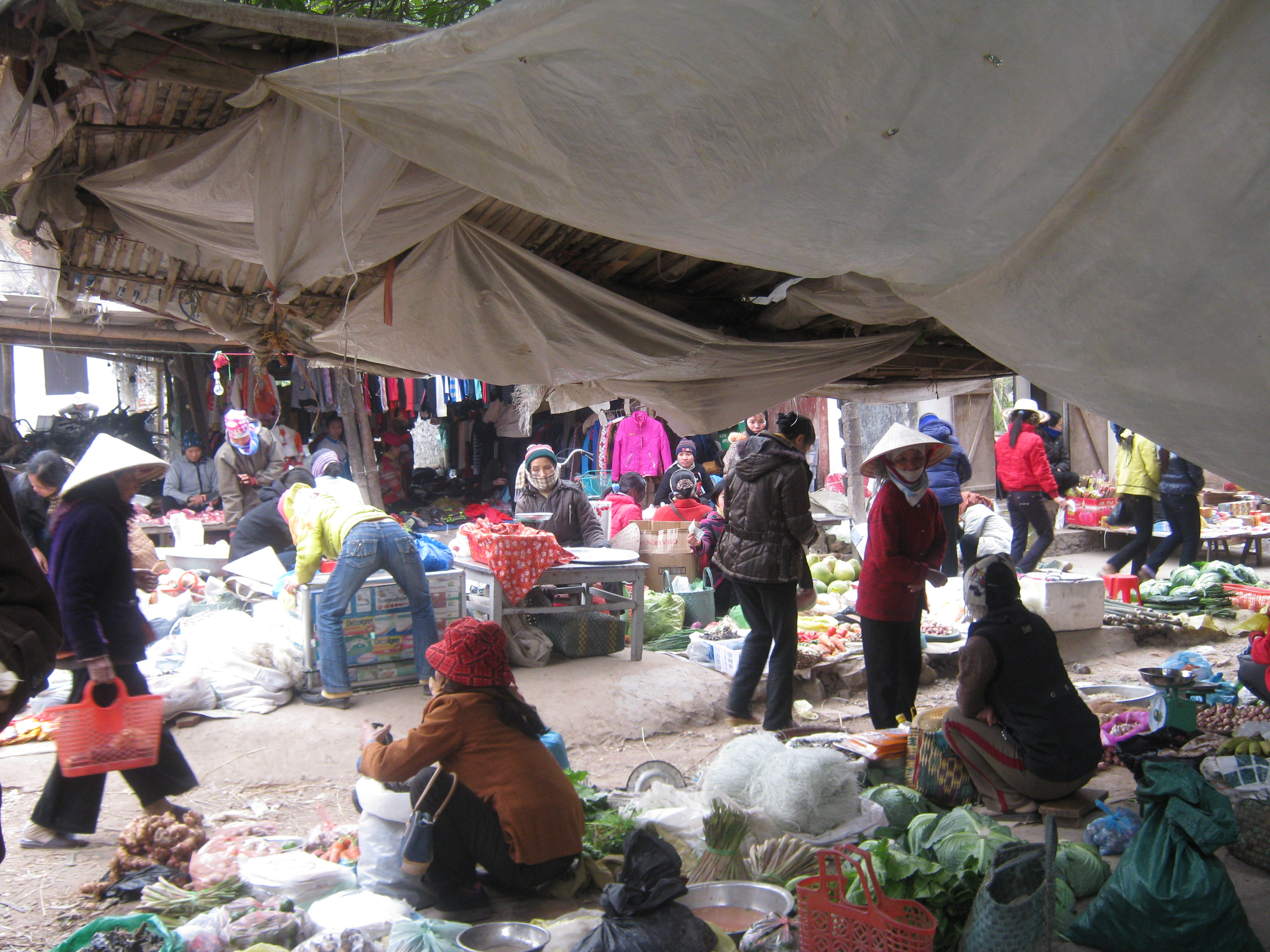
Nét quê ở chợ Trường Yên
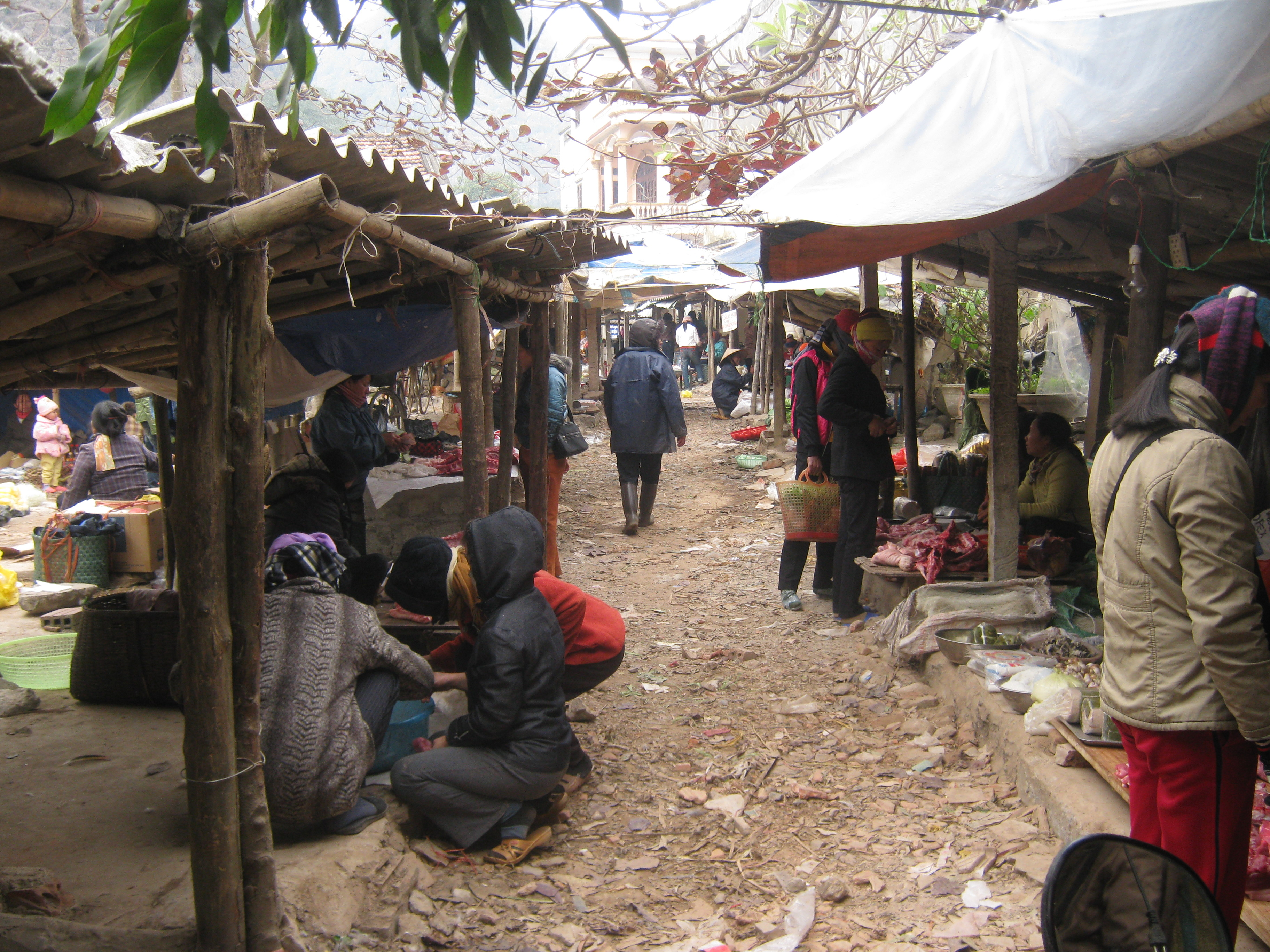
Chợ Cầu Đông – Trường Yên
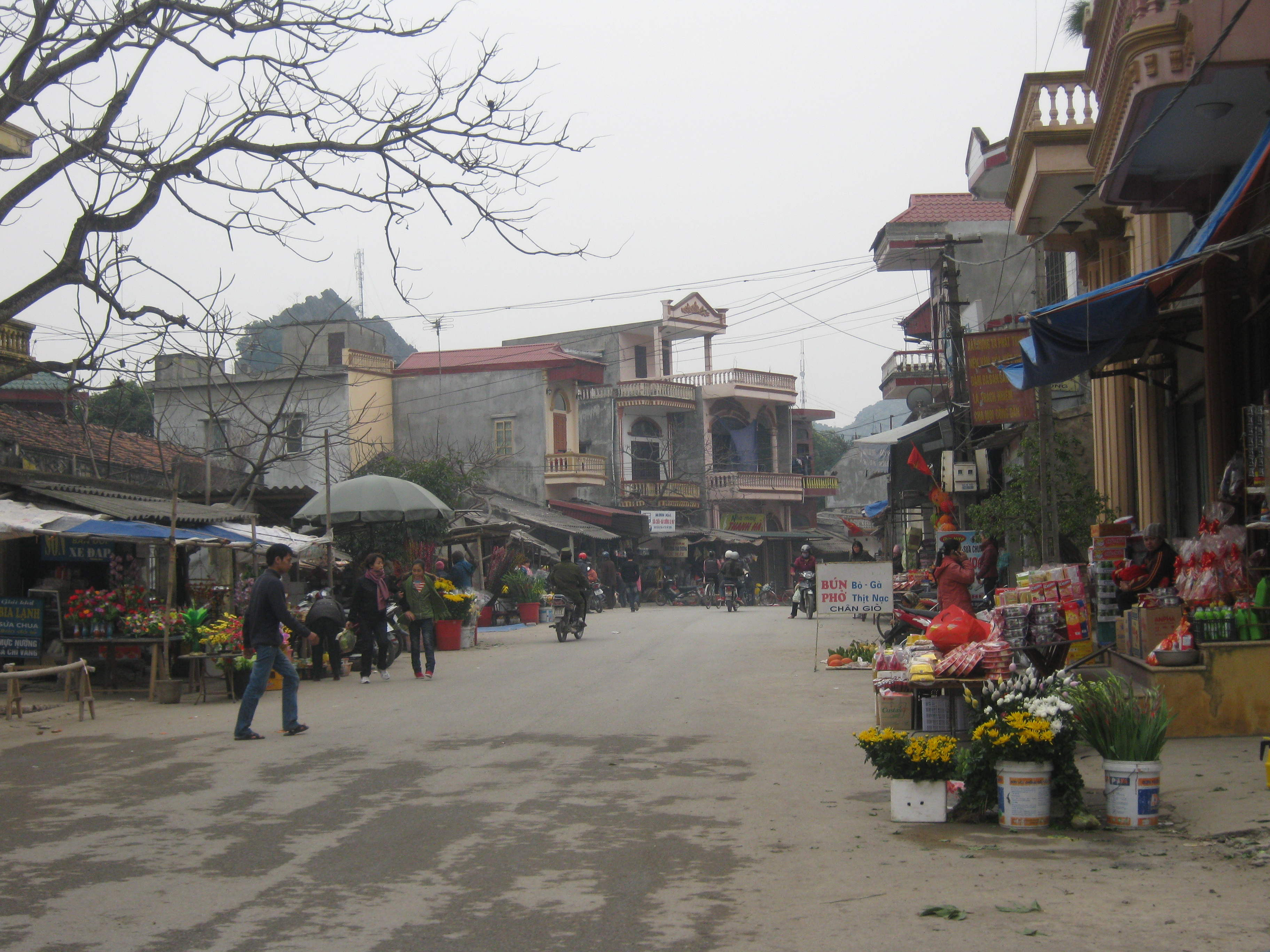
Quốc lộ 38B đoạn qua xã Trường Yên
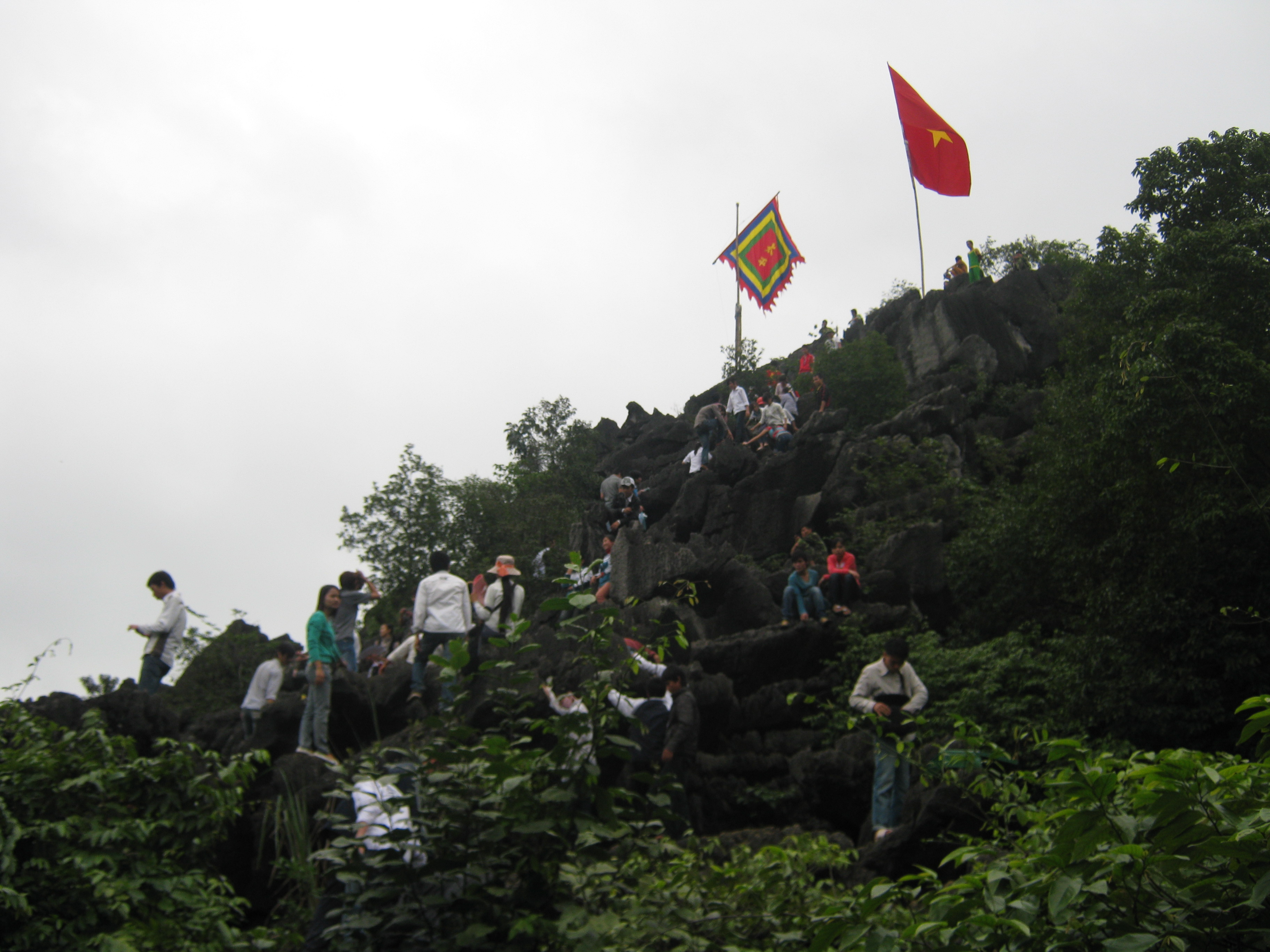
Lên núi Mã Yên thăm lăng Vua Đinh
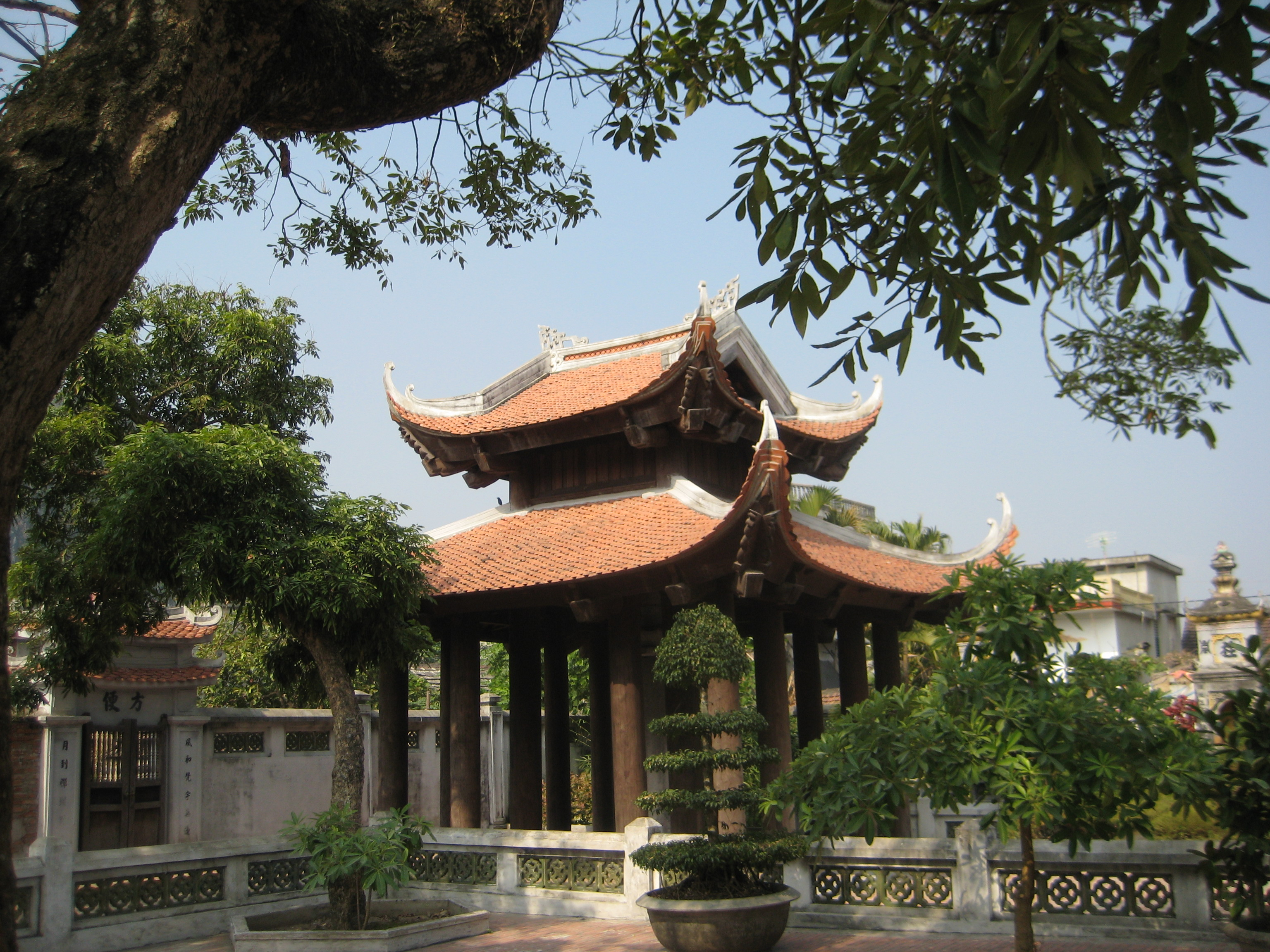
Cột kinh cổ ở chùa Nhất Trụ
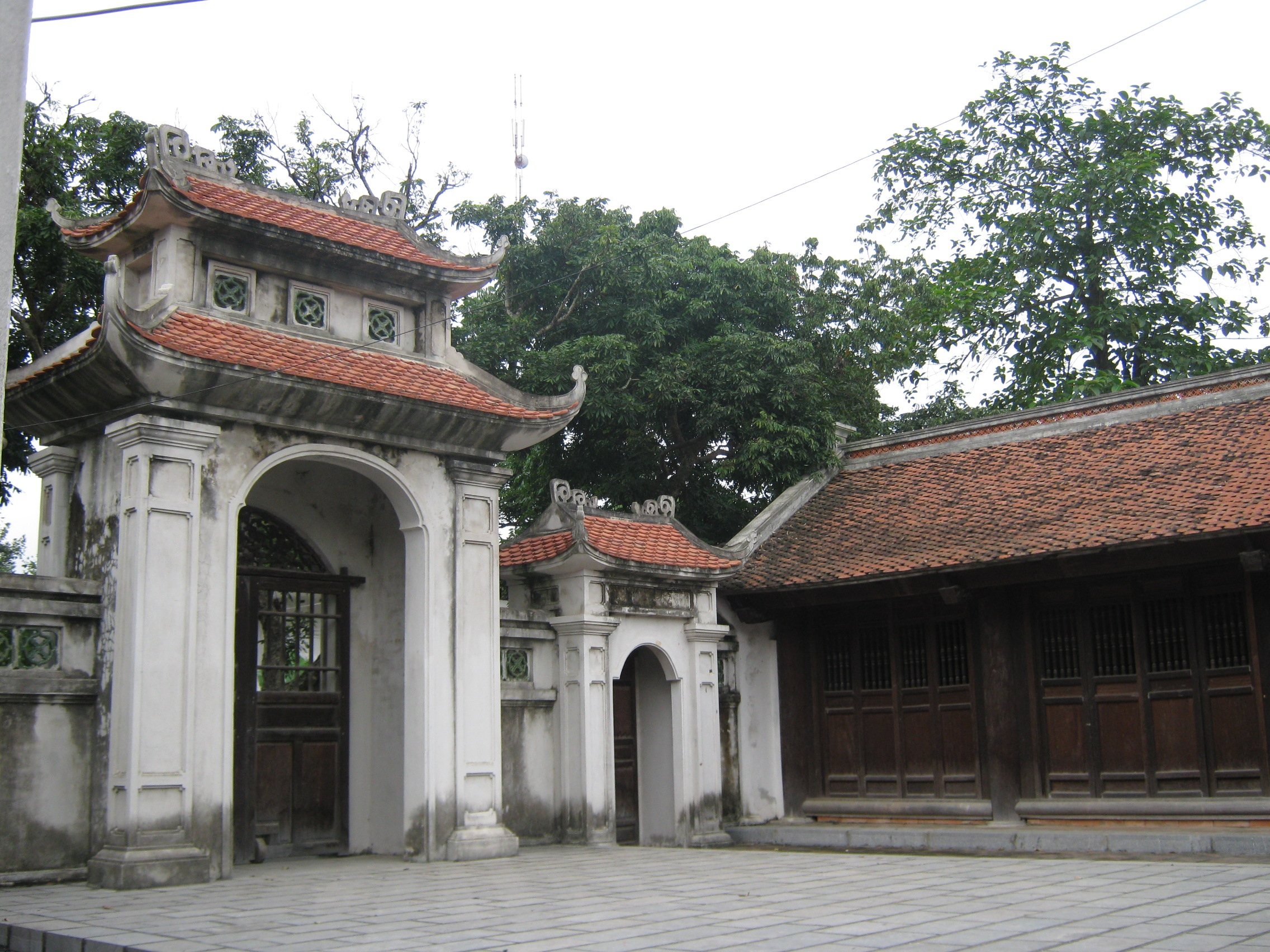
Phủ Vườn Thiên – Cố đô Hoa Lư
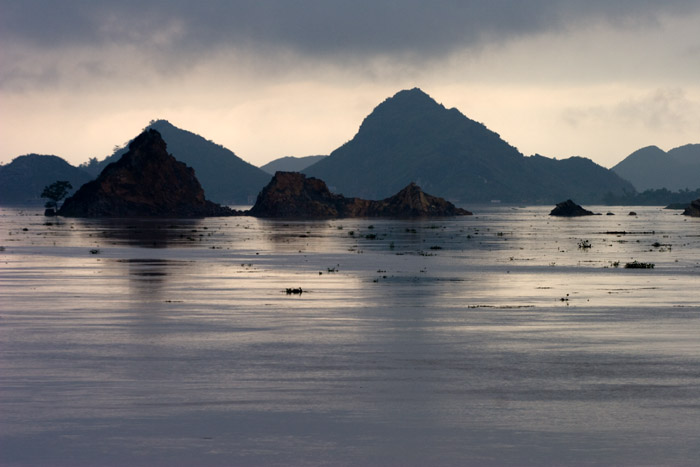
Sông Hoàng Long mùa lũ